# スヴャトスラフ・イヴァノヴィチ
スヴャトスラフ・イヴァノヴィチ（ロシア語: Святослав Иванович、? - 1386年）は、スモレンスク大公（在位：1359年 - 1386年）。スモレンスク大公イヴァン・アレクサンドロヴィチの子。

## 略歴
スヴャトスラフは父の死後にスモレンスク公国を得た。1368年、リトアニア大公アルギルダスの最初のモスクワ遠征に参加した。しかしアルギルダスはドイツ騎士団を撃退するためにリトアニア大公国の西の国境への撤退を余儀なくされ、スモレンスクはモスクワ大公国軍の報復を受けた。次いでスヴャトスラフは、1370年のアルギルダスの二度目の遠征に参加することを決めたが、その際にコンスタンディヌーポリ総主教から警告書簡を送られている。
1372年、モスクワとリトアニアの和平条約の範囲内において、モスクワとスモレンスクの和平条約も調印された。1375年、スモレンスク軍はモスクワ大公ドミートリー・ドンスコイのトヴェリ遠征に参加した。同時に、スモレンスクはアルギルダスによって侵略を受けた。後に、スモレンスク軍はモスクワ側（対リトアニア側）に立って、1380年のクリコヴォの戦いに参加した。
1386年、リトアニア支配下のムスチスラヴリを包囲したが、ヤガイロの率いるポーランド・リトアニア軍が到着し、スモレンスク軍は敗れた（ヴィフラ川の戦い）。スヴャトスラフは死亡し、長男のグレプは人質としてリトアニアに置かれた。スモレンスク公位は次男のユーリーが継いだ。

## 子女
- アグリッピナ - リトアニアのオルシャンスキー公（Alšėniškiai(en)）イヴァン(en)の妻。
- グレプ - スモレンスク公。ヴォルスクラ川の戦いで死亡。
- ユーリー(en) - スモレンスク公。
- アレクサンドル - ダシュコヴィ公(ru)の創始者。
- ユリヤナ - リトアニアのアルベルタス・ヴァイティエクス・マンヴィーダスの最初の妻。
- アンナ?(en) - リトアニア大公ヴィータウタスの妻。おそらくスヴャトスラフの娘ではなく、リトアニアのボヤーレスディモント（注：ロシア語表記の日本語転写）の娘か姉妹。
- イヴァン - ヴャジマ公。一説ではポルホフ公。

公座の置かれた都市については以下を参照：ヴャジマ・ポルホフ